# Nghĩa trang quốc gia Arlington
Nghĩa trang quốc gia Arlington (tiếng Anh: Arlington National Cemetery) là một nghĩa trang quốc gia nằm tại quận Arlington, Virginia, Hoa Kỳ. Được thành lập trên phần đất điền trang cũ của tướng Robert Edward Lee, nghĩa trang quốc gia Arlington có diện tích 2,53 km² và là nơi an táng của hơn 290.000 người, trong đó phần lớn là các binh lính, sĩ quan hoặc cựu chiến binh của quân đội Hoa Kỳ.

## Vị trí
Nghĩa trang quốc gia Arlington nằm dọc theo bờ sông Potomac đoạn chảy qua thủ đô Washington, D.C.. Ngay bên cạnh nghĩa trang là Lầu Năm Góc, trụ sở của Bộ Quốc phòng Hoa Kỳ. Bến tàu điện ngầm phục vụ cho nghĩa trang là bến Arlington Cemetery thuộc hệ thống Washington Metro.

## Lịch sử
Kể từ giai đoạn cuối của Nội chiến Hoa Kỳ, các nghĩa trang quân sự cũ thuộc khu vực Washington, D.C. đã không còn đáp ứng được số lượng thương vong quá lớn của các binh lính Mỹ, vì vậy tướng Montgomery C. Meigs vào năm 1864 đã đề nghị sử dụng 0,81 km² điền trang của gia đình tướng Robert E. Lee, lãnh đạo phe Liên minh miền Nam, để xây dựng một nghĩa trang quân sự mới. Do Lee từng tốt nghiệp Học viện Quân sự West Point Hoa Kỳ và là sĩ quan của Lục quân Hoa Kỳ rồi sau đó lại quay sang làm chỉ huy cao cấp cho quân đội Liên minh miền Nam nên phần lớn các sĩ quan của quân đội chính phủ (Liên bang miền Bắc) coi ông là một kẻ phản bội và vì vậy chính phủ Hoa Kỳ muốn biến điền trang của Lee thành nơi chôn cất các binh sĩ Liên bang miền Bắc đã tử trận. Cho đến cuối chiến tranh (tháng 4 năm 1865), đã có khoảng 16.000 ngôi mộ được đưa vào khu vực này. Sau chiến tranh, George Washington, Custis Lee, con trai và là người thừa kế của Robert E. Lee, đã kiện chính phủ Hoa Kỳ vì quyết định sung công này, kết quả là Quốc hội Hoa Kỳ đã phải trả cho Custis Lee 150.000 USD để giành quyền sung công mảnh đất.

## Tiêu chuẩn chôn cất
Có hai tiêu chuẩn riêng cho việc chôn cất và đặt bình tro tại nghĩa trang trong đó tiêu chuẩn cho việc chôn cất tại Arlington ngặt nghèo hơn nhiều so với các nghĩa trang quốc gia khác của Mỹ.

## Tổ chức

### Mộ chiến sĩ vô danh

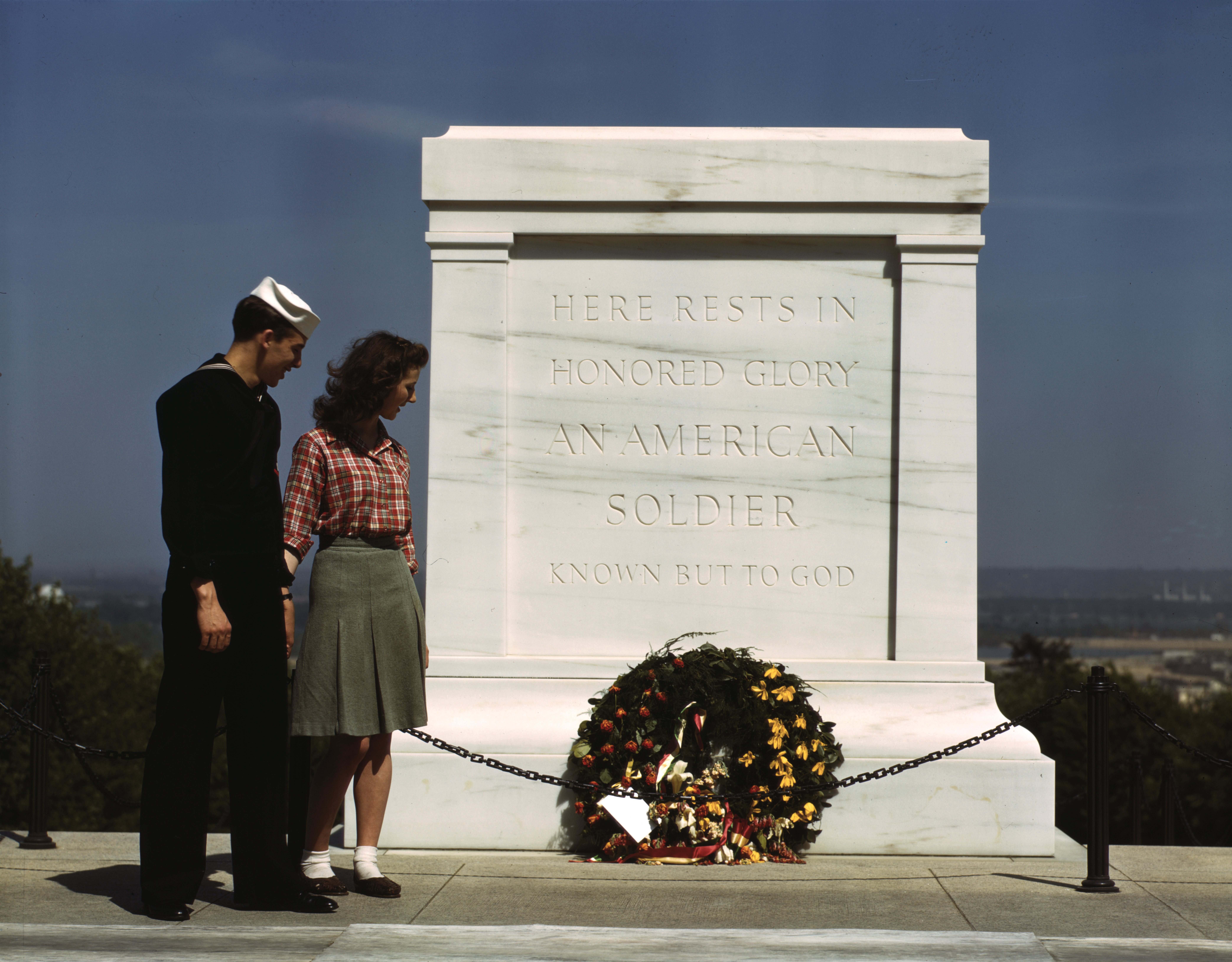
Mộ chiến sĩ vô danh

Mộ chiến sĩ vô danh (Tomb of the Unknowns) tại nghĩa trang Arlington được xây dựng trên ngọn đồi nhìn thẳng ra thủ đô Washington, D.C. Mộ được làm từ đá cẩm thạch Yule lấy ở Colorado gồm 7 phần với tổng khối lượng 72 tấn và tiêu tốn 48.000 USD. Công trình được khánh thành ngày 9 tháng 4 năm 1932. Những người được chôn cất tại đây là:
- Các binh sĩ Hoa Kỳ vô danh tử trận trong Chiến tranh thế giới thứ nhất. Buổi lễ chôn cất được tiến hành ngày 11 tháng 11 năm 1921 với sự chủ tọa của tổng thống Warren G. Harding.
- Các binh sĩ Hoa Kỳ vô danh tử trận trong Chiến tranh thế giới thứ hai. Buổi lễ chôn cất được tiến hành ngày 30 tháng 5 năm 1958 với sự chủ tọa của tổng thống Dwight D. Eisenhower.
- Các binh sĩ Hoa Kỳ vô danh tử trận trong Chiến tranh Triều Tiên. Buổi lễ chôn cất cũng được tiến hành ngày 30 tháng 5 năm 1958 với sự chủ tọa của tổng thống Dwight D. Eisenhower và phó tổng thống Richard Nixon.
- Các binh sĩ Hoa Kỳ vô danh tử trận trong Chiến tranh Việt Nam. Buổi lễ chôn cất cũng được tiến hành ngày 28 tháng 5 năm 1984 với sự chủ tọa của tổng thống Ronald Reagan.

Mộ chiến sĩ vô danh được canh gác thường trực bởi các binh lính thuộc Lục quân Hoa Kỳ.

### Khu tưởng niệm Arlington

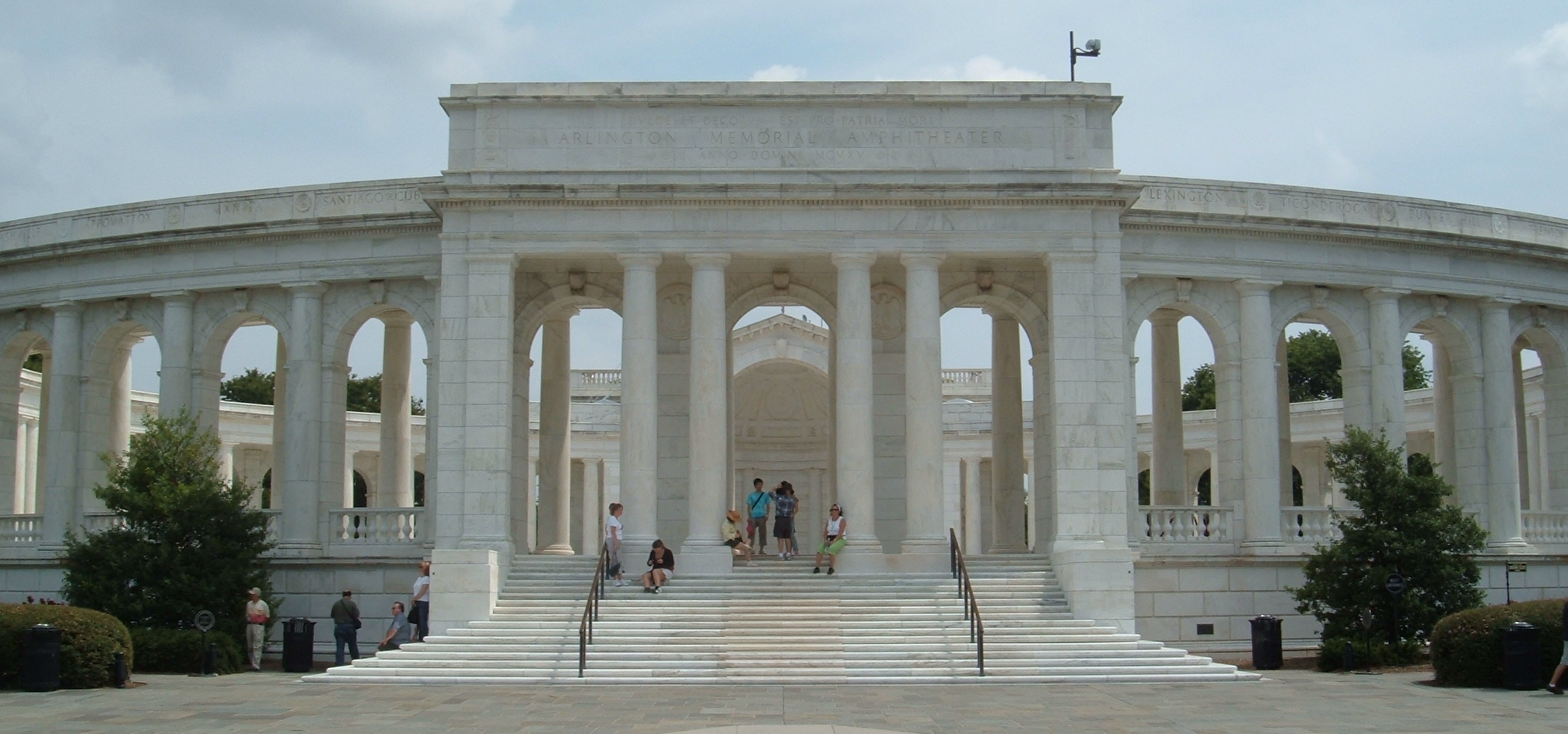
Bên ngoài Rạp tưởng niệm Arlington

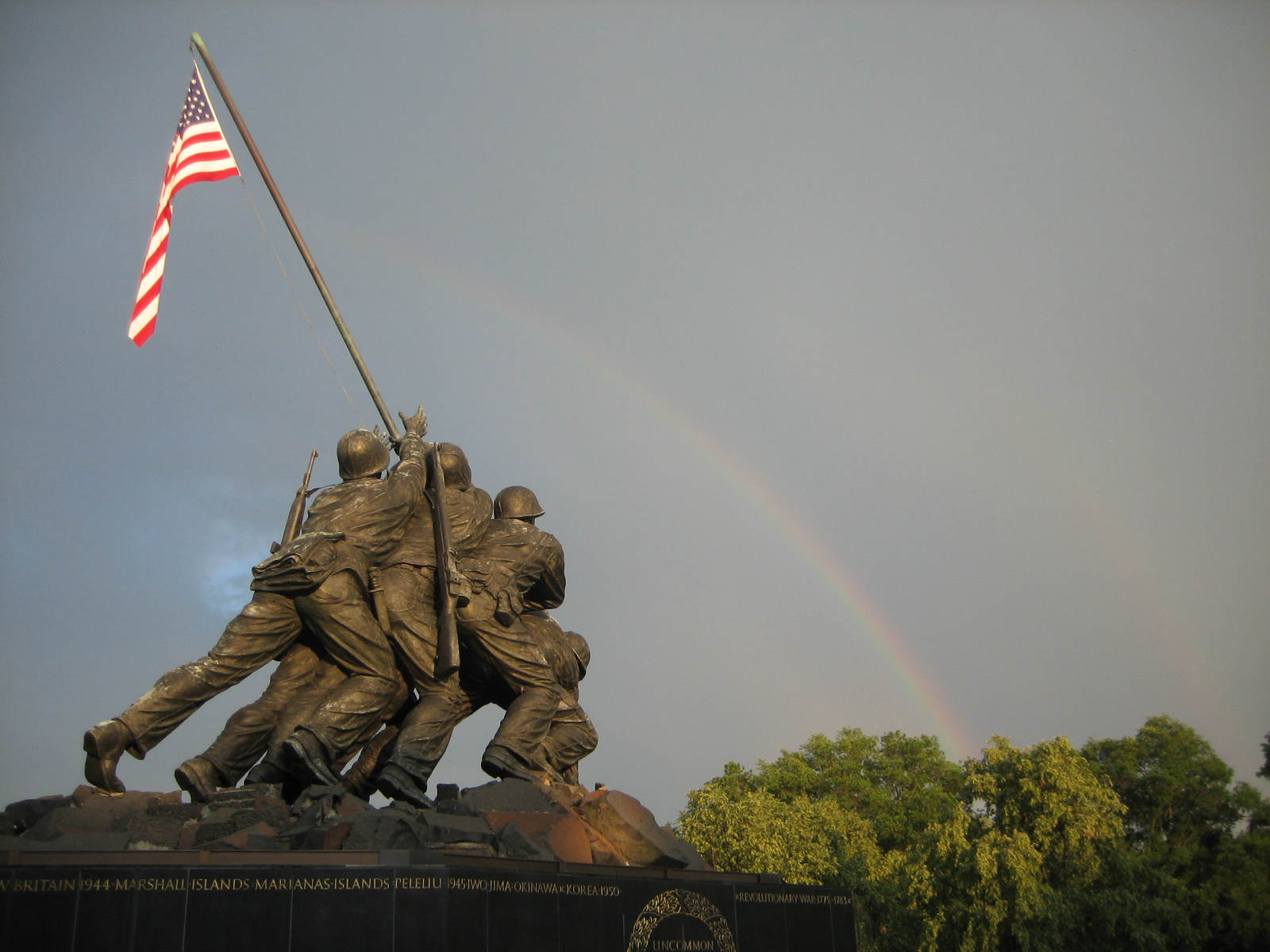
Đài tưởng niệm chiến tranh Thủy quân lục chiến Hoa Kỳ

Khu tưởng niệm Arlington (Arlington Memorial Amphitheater) là nơi tổ chức các lễ tang cấp liên bang (state funeral), kỉ niệm ngày Memorial Day (thứ Hai cuối cùng của tháng Năm hàng năm) và Veterans Day (11 tháng 11 hàng năm). Khu tưởng niệm có dạng một rạp hát ngoài trời xây dựng từ đá hoa cương Imperial Danby ở Vermont. Quốc hội Hoa Kỳ thông qua bản thiết kế công trình ngày 4 tháng 3 năm 1913 và công trình được tổng thống Woodrow Wilson khởi công ngày 15 tháng 10 năm 1915.
Sau khi hoàn thành năm 1921, khán phòng của khu tưởng niệm có thể chứa tới 1.500 người với một bục diễn văn ở trung tâm có khắc khẩu hiệu của Hợp chúng quốc: E Pluribus Unum (Từ nhiều thành một).

### Các công trình khác
Các công trình đáng chú ý khác tại nghĩa trang có thể kể tới Đài tưởng niệm chiến tranh Thủy quân lục chiến Hoa Kỳ (USMC War Memorial) hay mộ của tổng thống John F. Kennedy. Tổng thống Kennedy được chôn cất tại Arlington ngày 14 tháng 3 năm 1967, vợ ông và hai con cũng được chôn cất tại ngôi mộ này, nằm ngay gần đó là mộ của nghị sĩ Robert F. Kennedy, em trai tổng thống.
Trong nghĩa trang còn một số đài tưởng niệm khác dành cho các nô lệ được giải phóng sau Nội chiến, cho 266 binh sĩ thiệt mạng trong vụ đắm tàu USS Maine, cho phi hành đoàn của tàu con thoi Challenger (bị nổ ngày 28 tháng 1 năm 1986), cho kiến trúc sư Pierre-Charles L'Enfant (người quy hoạch thủ đô Washington D. C.).
Trung bình một năm có khoảng 5.400 người được chôn cất tại Arlington. Tổng cộng đã có khoảng hơn 290.000 người được chôn cất tại nghĩa trang, đứng thứ hai trong số các nghĩa trang quốc gia của Hoa Kỳ (sau nghĩa trang quốc gia Calverton). Nơi đặt tro của Arlington hiện có 4 khu (gồm 5.000 hộc đặt tro mỗi khu) và sẽ được mở rộng lên 9 khu (với tổng số 50.000 hộc đặt tro, tương đương 100.000 hộp tro).

## Những người nổi tiếng được chôn cất
- Robert Todd Lincoln (1843-1926): Bộ trưởng Chiến tranh Hoa Kỳ Thứ 35, con trai tổng thống thứ 16 Abraham Lincoln
- Creighton Abrams (1914-1974), chỉ huy quân đội Hoa Kỳ trong chiến tranh Việt Nam giai đoạn 1968-1972
- Philip Sheridan (1831-1888), chỉ huy quân đội Liên bang miền Bắc trong Nội chiến Hoa Kỳ
- Grace Hopper (1906-1992), sĩ quan Hải quân Hoa Kỳ, nhà khoa học máy tính tiên phong
- John F. Kennedy (1917-1963), sĩ quan Hải quân Hoa Kỳ, tổng thống Hoa Kỳ (1961-1963)
- Jacqueline Kennedy Onassis (1929-1994), phu nhân tổng thống John F. Kennedy
- Ted Kennedy (1932-2009), Thượng nghị sĩ Hoa Kỳ
- William Howard Taft, tổng thống Hoa Kỳ (1909-1913)